# Pimpla yungarum
Pimpla yungarum är en stekelart som först beskrevs av Porter 1970.  Pimpla yungarum ingår i släktet Pimpla och familjen brokparasitsteklar. Inga underarter finns listade i Catalogue of Life.